# AAR Bus+Bahn
De AAR Bus+Bahn als merknaam werd in 2002 opgericht als een samenwerkingsverbond tussen de Wynental en Suhrentalbahn (WSB) en het busbedrijf Aarau (BBA) en bedient een groot gebied in kanton Aargau.

## Trajecten
- Suhrentalbahn: Aarau - Unterentfelden - Oberentfelden - Muhen - Hirschthal - Schöftland
- Wynentalbahn: Aarau - Suhr - Gränichen - Teufenthal - Unterkulm - Oberkulm - Gontenschwil - Leimbach - Reinach - Menziken

Buslijnen:
- 1: Küttigen - Aarau Bahnhof - Buchs
- 2: Rohr - Aarau Bahnhof - Erlinsbach - Obererlinsbach - Salhöhe - Barmelweid
- 3: Aarau Bahnhof - Wöschnau - Schönenwerd - Gretzenbach
- 4: Suhr Waldhofweg - Aarau Bahnhof - Biberstein
- 5: Ringlijn Aarau: Bahnhof - Goldern - Zelgli - Bahnhof
- 6: Aarau Damm - Aarau Bahnhof - Suhr Waldhofweg - Suhr Bahnhof
- 7: Ringlijn Aarau: Bahnhof - Zelgli - Goldern - Bahnhof